# 루아 (프로그래밍 언어)
루아(Lua, EncodeLua) 프로그래밍 언어는 가벼운 명령형/절차적 언어로, 확장 언어로 쓰일 수 있는 스크립팅 언어를 주 목적으로 설계되었다. 그러나 알고리즘적 설계(테이블 등)가 많이 내재되어 있고 인터프리터(언어 실행기)로만 코드뭉치를 실행할 수 있으므로, 선언형 언어로도 볼 수 있다. 루아는 "달"을 의미하는 포르투갈어 단어이다.

## 역사
루아는 1993년에 브라질의 리우 데자네이로에 있는 교황청 대학교의 컴퓨터 그래픽 기술 그룹 회원인 루이스 엔리케 데 피게이레두(Luiz Henrique de Figueiredo), 호베르투 이에루잘림스키와 발데마르 셀레스(Waldemar Celes)가 만들었다. 초기에는 내부의 프로젝트에 사용하기 위해 만들어져 C 언어와 같이 기존의 언어로 작성된 소프트웨어와 쉽게 통합되도록 설계되었다. 루아는 기존의 언어인 C 언어가 연산 성능과 저수준 연산 지원에 있어서 이미 효율적이라 보았기 때문에 작고 간단한 언어로 설계되었다. 이런 작업이 필요한 경우 C 언어를 사용하도록 했으며 반면에 C 언어의 부족한 점이라 지적받았던 추상화 유지, 동적 자료구조, 중복 방지, 테스트와 디버깅이 쉬운 구조에 집중했다. 따라서 루아는 안정적으로, 그리고 자동으로 메모리를 관리하고 문자열과 동적인 데이터를 효율적으로 처리하는 데에 더 많은 신경을 쓴다. 5.0 버전 이전의 루아는 BSD 라이선스와 비슷한 라이선스에 따라 공개되었고, 5.0부터는 MIT 라이선스에 따라 공개되고 있어서, 개인적으로나 상업적으로나 허락없이 사용하는 것이 가능하며, GNU같은 저작권 표시가 요구되지 않는다. 다만, 사용 중 발생하는 문제에 관해서는 루아의 개발자 측에서는 책임을 지지 않으며, 루아를 사용함에 있어서 제품이나 문서 같은 곳에 루아 마크나 홈페이지로의 링크를 넣는 등 감사를 남겨줄 것을 권하고 있다.

## 기능
루아는 확장 언어와 스크립트 언어를 지향하고 있으며, 충분히 작기 때문에 많은 플랫폼에서 사용할 수 있다. 루아는 불 값, 숫자(기본적으로 배정밀도 실수형), 그리고 문자열과 같은 적은 수의 기본 데이터형만을 지원하며, 배열, 집합, 해시 테이블, 리스트, 레코드와 같은 전형적인 데이터 구조는 모두 연관 배열과 유사한 루아의 테이블 자료형으로 구현하고 있다. 이름 공간과 객체들 역시 이 테이블을 사용하여 표현할 수 있다. 최소한의 자료형을 사용함으로써 루아는 성능과 크기 사이의 균형을 맞추려는 시도를 하였다.
루아에서 연산식들의 의미는 메타테이블에 있는 내장 함수들을 재지정해서 확장하거나 변경할 수 있다. 또한 루아는 고차원 함수나 가비지 콜렉션과 같은 고급 기능을 지원하고 있다. 이러한 많은 기능들을 사용하면 루아에서 객체 지향적인 프로그램을 만들 수 있다.

### 예제 코드
다음은 "Hello, world!"를 출력하는 전형적인 프로그램이다:
```
 
print
 
(
"Hello, world!"
)

```

다음은 계승을 계산하는 프로그램으로, 재귀 호출 함수의 예시를 보이고 있다.
```
 
function
 
factorial
(
n
)

     
if
 
n
 
==
 
0
 
then

         
return
 
1

     
end

     
return
 
n
 
*
 
factorial
(
n
 
-
 
1
)

 
end

```

## 내부구조
루아 프로그램은 직접적으로 인터프리트되지 않고, 바이트 코드로 컴파일되어 루아 가상 머신에서 실행된다. 컴파일 과정은 실행 시간에 사용자가 느끼지 못하게 시행되지만, 로딩되는 시간을 줄여서 성능을 향상시키거나 컴파일러가 없는 메모리 사용량에 제약이 있는 환경에서 실행하기 위해서 미리 컴파일할 수도 있다.
루아 가상머신은 다른 대부분의 가상머신이 스택 기반인 것과는 달리 CPU의 구조와 닮은 레지스터 기반이라서 실제 하드웨어 디자인과 유사성이 있다. 레지스터 기반의 가상머신은 값들을 과다하게 복사하는 것을 방지할 수 있고, 함수를 구성하는 명령어를 줄일 수 있는 것이 장점이다. Lua 5의 가상머신은 최초의 널리 사용되는 레지스터 기반의 가상머신 중 하나이며, 다른 두 개의 잘 알려진 레지스터 기반의 가상머신이 펄의 패롯과 안드로이드의 달빅이다.
다음은 위에 있는 계승을 계산하는 프로그램의 바이트 코드이다: (루아 5.0 기준)
```
function <factorial.lua:1> (10 instructions, 40 bytes at 00326DA0)
1 param, 3 stacks, 0 upvalues, 1 local, 3 constants, 0 functions
    1   [2] EQ          0 0 250 ; compare value to 0
    2   [2] JMP         0 2     ; to line 5
    3   [3] LOADK       1 1     ; 1
    4   [3] RETURN      1 2 0
    5   [6] GETGLOBAL   1 2     ; fact
    6   [6] SUB         2 0 251 ; - 1
    7   [6] CALL        1 2 2
    8   [6] MUL         1 0 1
    9   [6] RETURN      1 2 0
    10  [7] RETURN      0 1 0
```

## 응용 프로그램
루아는 특히 게임에서 많이 사용된다. 예를 들어서 루커스아츠의 원숭이 섬으로부터의 탈출 어드벤처 게임과 같은 많은 상업적 응용 프로그램과, 앵그리 버드와 그 변형들과 같은 비상업적 응용 프로그램들이 루아를 사용하고 있다. 또, MMORPG인 월드 오브 워크래프트에서는 사용자 인터페이스, 캐릭터 애니메이션, 그리고 게임 상의 세계의 외관을 루아를 사용해서 변경할 수 있고, 로블록스에서는 거의 모든 시스템이 루아로 이루어져 있다고 해도 과언이 아닐 정도로 루아를 많이 이용한다. 또한 바이오웨어의 PC 롤플레잉 게임인 네버윈터 나이츠에서는 루아를 모듈 스크립팅 언어로 사용하고 있으며, ToME나 H-World와 같은 오픈 소스 게임에서도 사용된다. 멀티플레이 게임인 There에서는 자동차들과 애니메이션을 조정하기 위해서 Therescript라는 루아의 변형된 버전을 사용하고 있다. 시드 마이어의 문명 V와 문명: 비욘드 어스에서도 XML과 함께 루아가 이용되고 있다. 더 바인딩 오브 아이작: 리버스 이후의 확장판인 애프터버스+에서는 루아를 통해 게임 내부 소스를 고칠 수 있게 된다고 한다. 또한, 미국의 온라인 게임 플랫폼 로블록스에서도 루아를 이용해 게임을 만들고 있다.
X 윈도 매니저인 Ion은 사용자에 맞게 인터페이스를 조정하거나 확장하는 데 루아를 사용하고 있다.
TeX에서도 루아 언어를 TeX 소스 코드 안에서 사용할 수 있는 LuaTeX이 나와 있다.
또한, 이 루아 언어를 기반으로 한 CoronaSDK라는 소프트웨어가 있는데, 이를 사용하면 IOS와 안드로이드 (게임)개발을 쉽고 빠르게 할 수 있다. 요즘에는 Cocos-2d에서도 루아 언어를 지원한다고 한다.

## 같이 보기
- 프로그래밍 언어의 비교

## 참고 자료
- Ierusalimschy, Roberto (2021년 1월 25일).  김성안; 장한일, 편집. 《Programming in Lua》 [프로그래밍 루아] 2판. 인사이트.